# Евронюз България
Евронюз България е български телевизионен новинарски канал, част от Евронюз, започнал излъчване на 5 май 2022 г. на мястото на телевизия Европа.

## История
През април 2021 г. собственикът на телевизия „Европа“ Добрин Иванов обявява на пресконференция в София, че Евронюз е подписала партньорско споразумение с телевизията за промяна на името ѝ на „Euronews България“.
На 5 май 2022 г. каналът започва излъчване.

## Радио
На 23 април 2018 г. телевизия Европа закупува радио 105.6 Новините сега и го преименува на Радио Европа – Новините сега.
На 5 май 2022 г. радиото е преименувано на „радио Евронюз“.

## Предавания
- Euronews Primetime
- Euronews Сега
- TechTrends
- АвтоФест
- В темпото на Кари
- Добро утро, Европа
- Е-кономика
- Ела в...
- The Cube
- Биз(д)нес